# Casajús
Casajús, ou Bodegas Casajús, é uma das vinícolas familiares espanholas mais reconhecida em nível internacional. Está situada em Quintana do Pidio, província de Burgos, na Denominação de Origem Ribera del Duero. Durante gerações as famílias Calvo e Casajús elaboraram seus próprios vinhos, mas somente em 1993 José Alberto Calvo Casajús fundou a vinícola.
Conhecida internacionalmente graças às altas pontuações da revista de vinhos norte-americana Robert Parker´s The Wine Advocate aos vinhos Casajús Viñedos Antiguos, Vendimia Seleccionada e, em especial, ao vinho de autor NIC.

## História

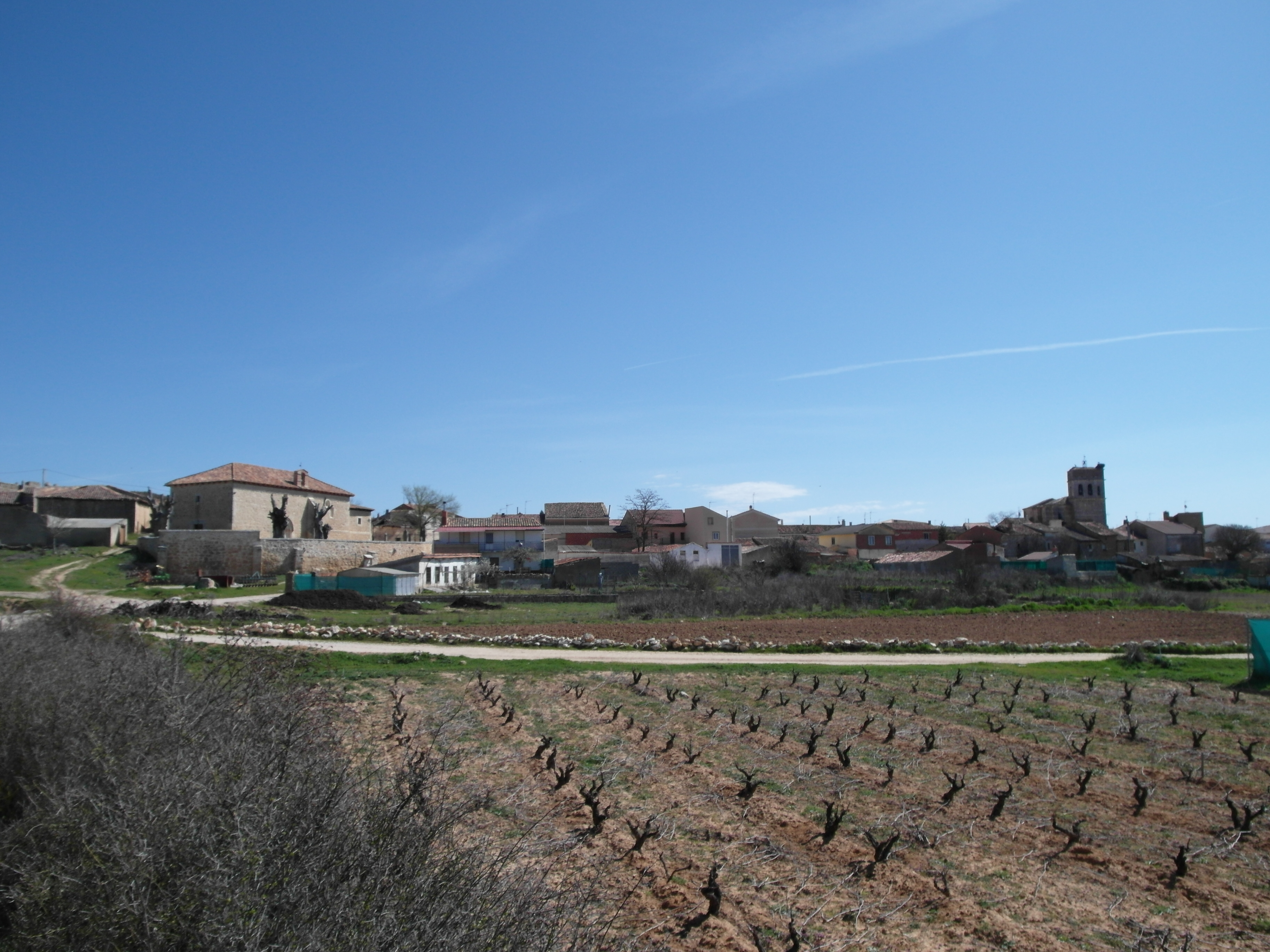
Vista de Quintana del Pidio na D.O. Ribera del Duero.

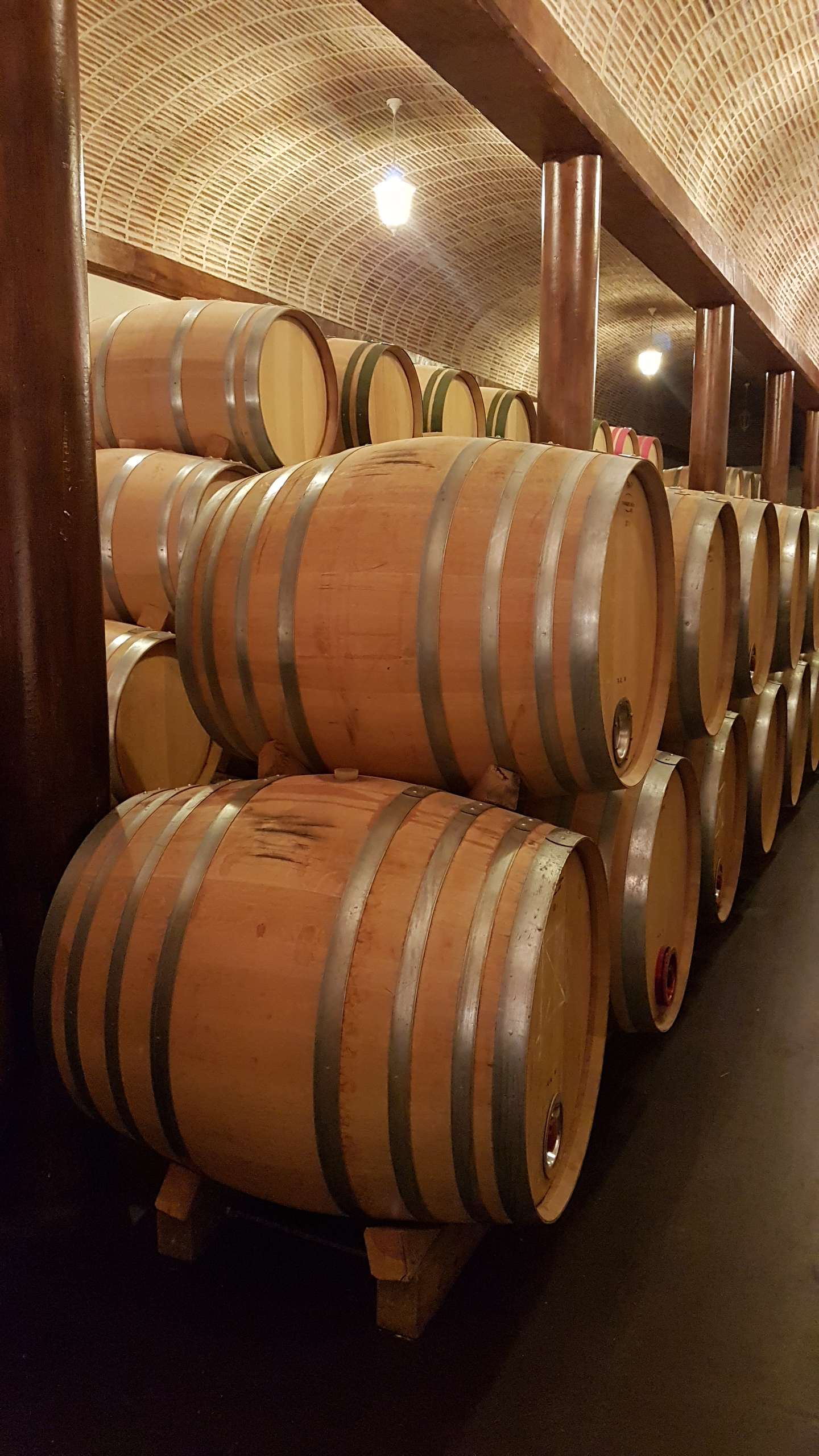
Barris de carvalho de 500 litros, na adega Casajús.

### Anos 1920
Os avós de José Alberto, e sua mulher Leonor, plantaram seus vinhedos em 1920, em Quintana del Pidio, no coração da Ribera del Duero. Durante gerações as famílias Calvo e Casajús elaboraram seus próprios vinhos nas vinícolas tradicionais.

### Anos 1960
Em 1963 foi fundada, em Quintana del Pidio, a cooperativa local de vinho "Los Olmos", da qual a família de José Alberto e Leonor foram membros fundadores e ativos até inicios dos anos 90.

### Anos 1990 e 2000
Em 1993, José Alberto se desligou da cooperativa local e fundou sua própria vinícola em Quintana del Pidio: "Bodegas J.A. Calvo Casajús", atividade que realizava simultaneamente com o trabalho de padeiro. Em 2004 começou a produzir seu vinho de autor NIC, acrónimo do nome de seus filhos Nicolás e Catalina. Em meados desta mesma década, começou a ser reconhecido internacionalmente pelas altas pontuações da revista Robert Parker´s Wine Advocate.

### Anos 2010
Em 2013 recebeu, na Ribera del Duero, as mais altas pontuações do crítico britânico Neal Martin para a revista norte-americana Robert Parker´s The Wine Advocate para o vinho NIC 2009, com 97 pontos, e Casajús Viñedos Antiguos 2009 com 95 pontos, despertando desde então a atenção da mídia internacional.

## Avaliações de Destaque

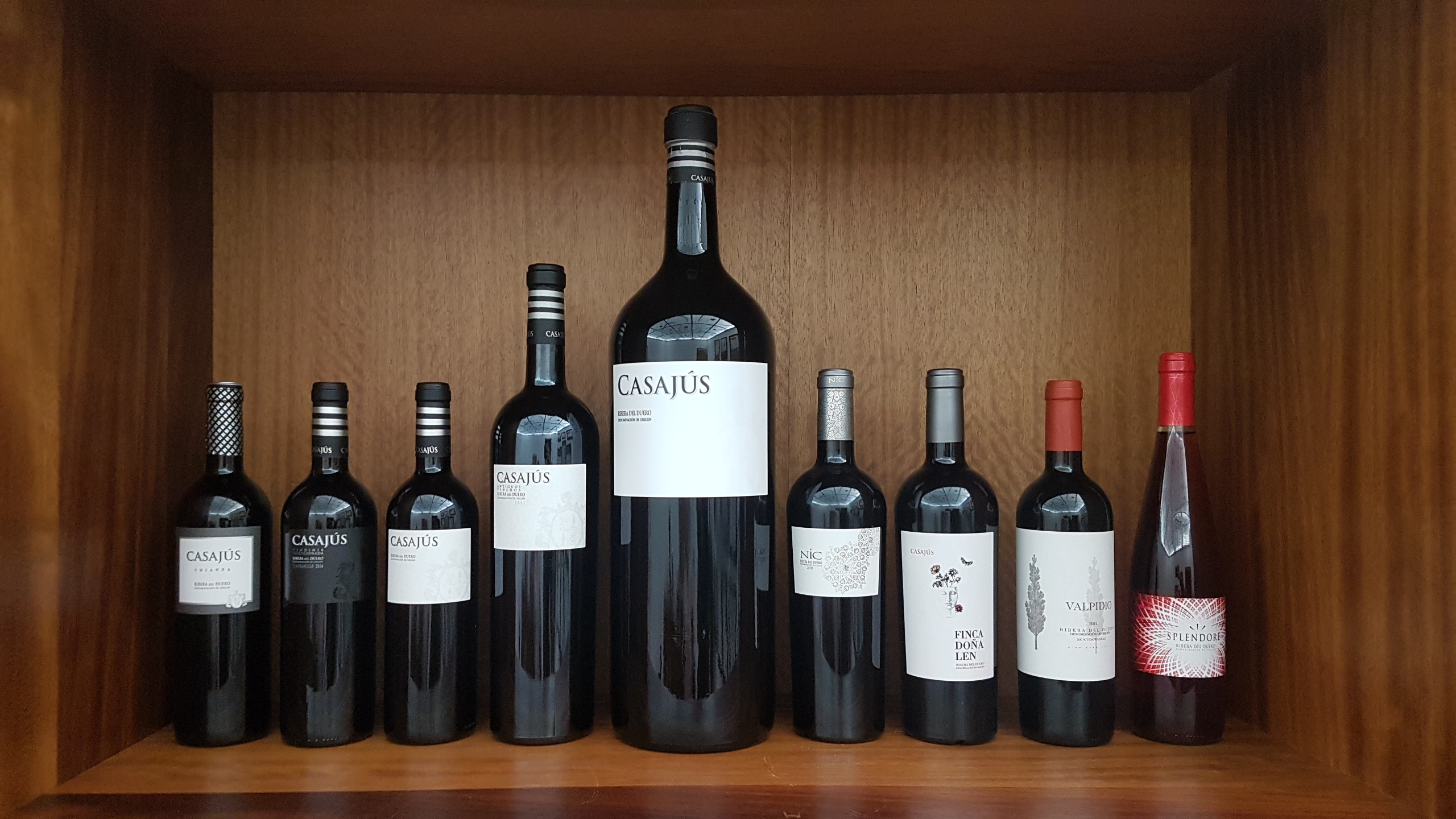
Garrafas pertencentes à adega Casajús.

Segundo Robert Parker (revista The Wine Advocate):
- NIC 2009: 97 pontos; 2005: 95+ pontos; 2006: 94+ pontos; 2011: 94 pontos; 2010: 93 pontos.
- Antigos Viñedos 2009: 95 pontos; 2004 e 2012: 93 pontos; 2011: 92 pontos; 2005: 91 pontos.
- Vendimia Seleccionada 2010: 94 pontos; 2009: 93 pontos; 2005 e 2012: 92 pontos; 2006: 91 pontos.
- Splendore 2010: 93 pontos.
- Valpidio 2011: 92 pontos;[21] 2013 e 2014: 90 pontos.

Segundo a revista Wine Spectator:
- NIC 2010: 95 pontos.
- Antigos Viñedos 2014: 93 pontos; 2011: 92 pontos.
- Vendimia Seleccionada 2014: 92 pontos.

### Galeria de Fotos

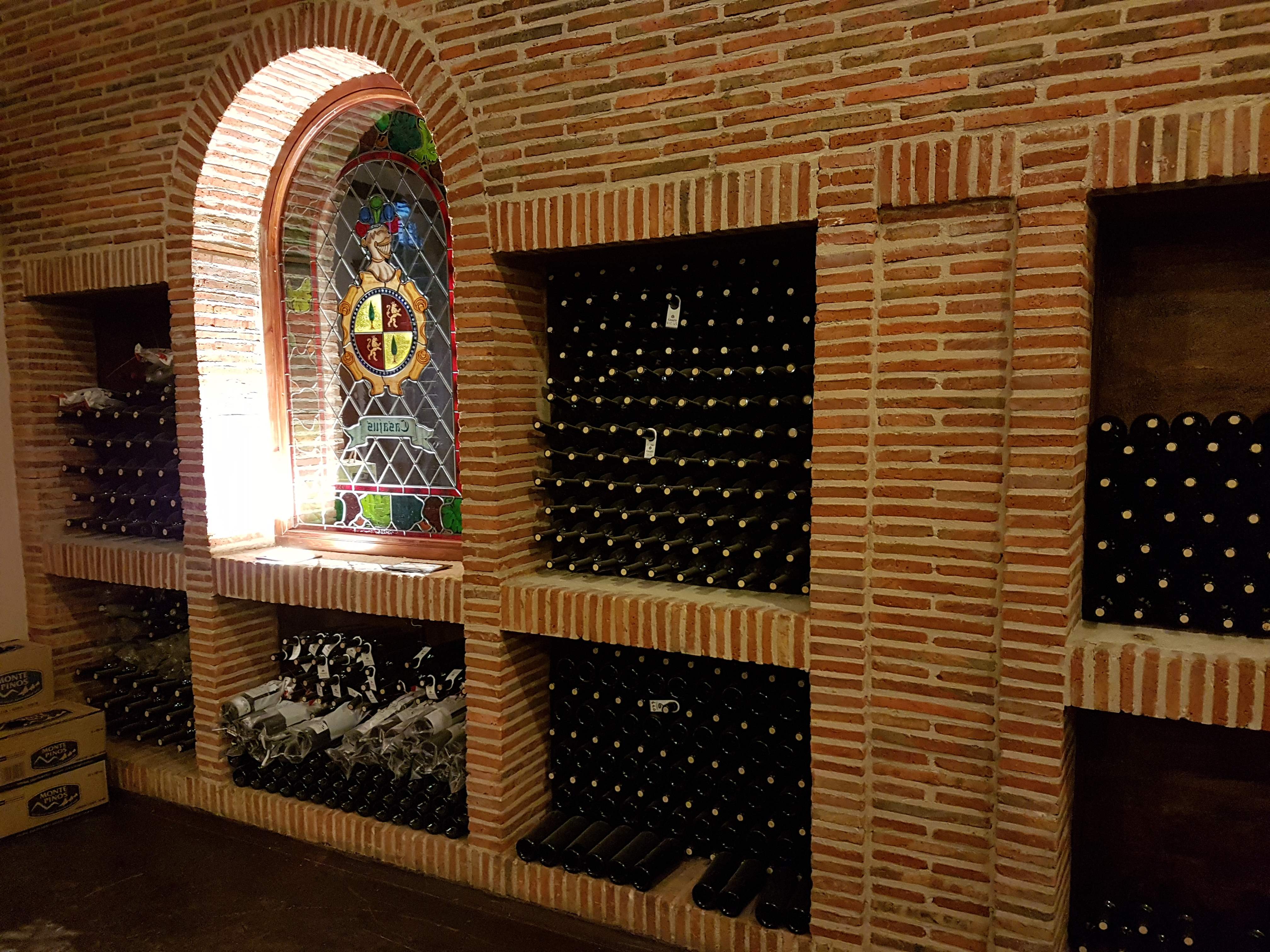
Despensa de garrafas na adega Casajús.
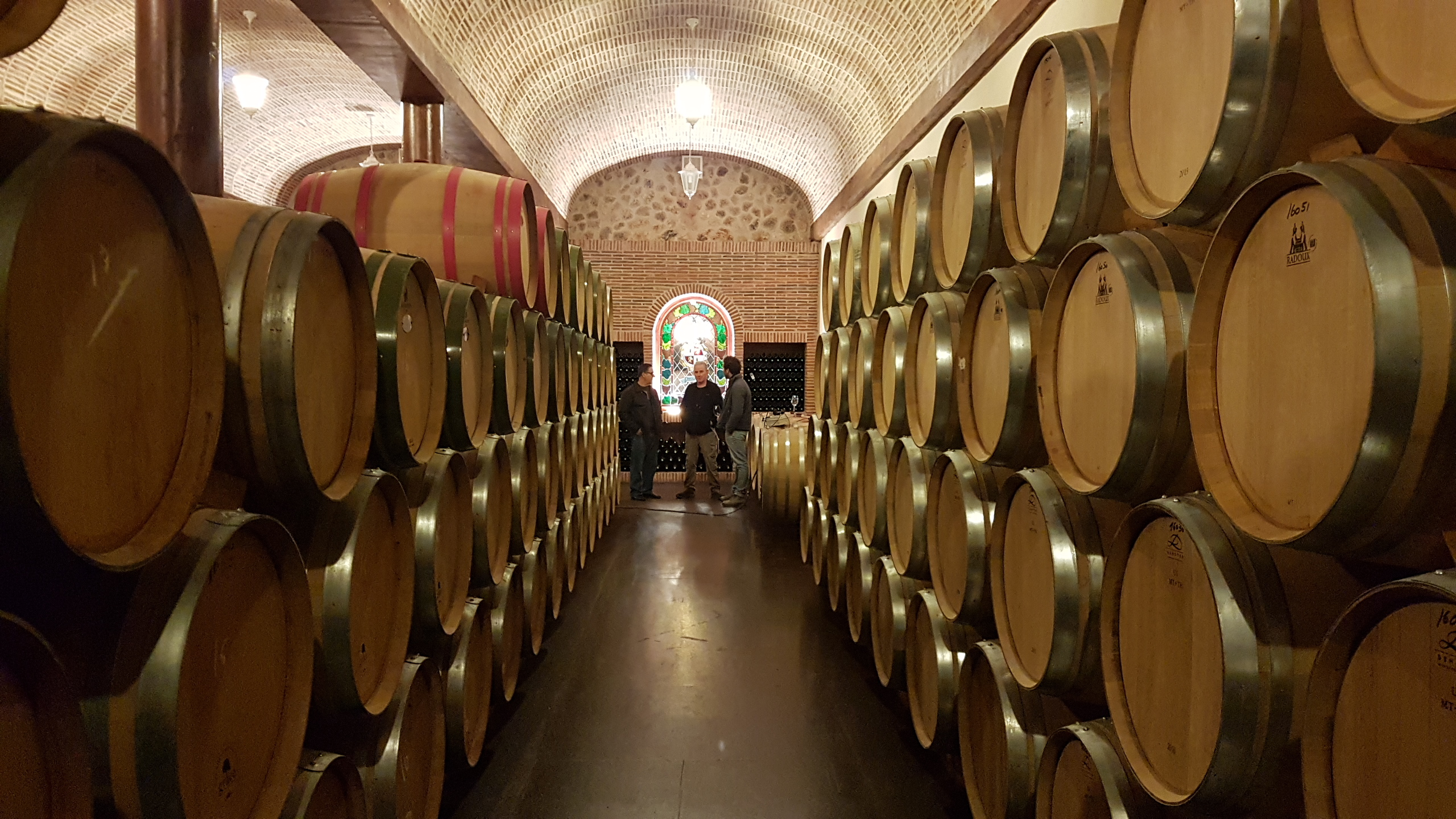
Adega subterrânea da Casajús.
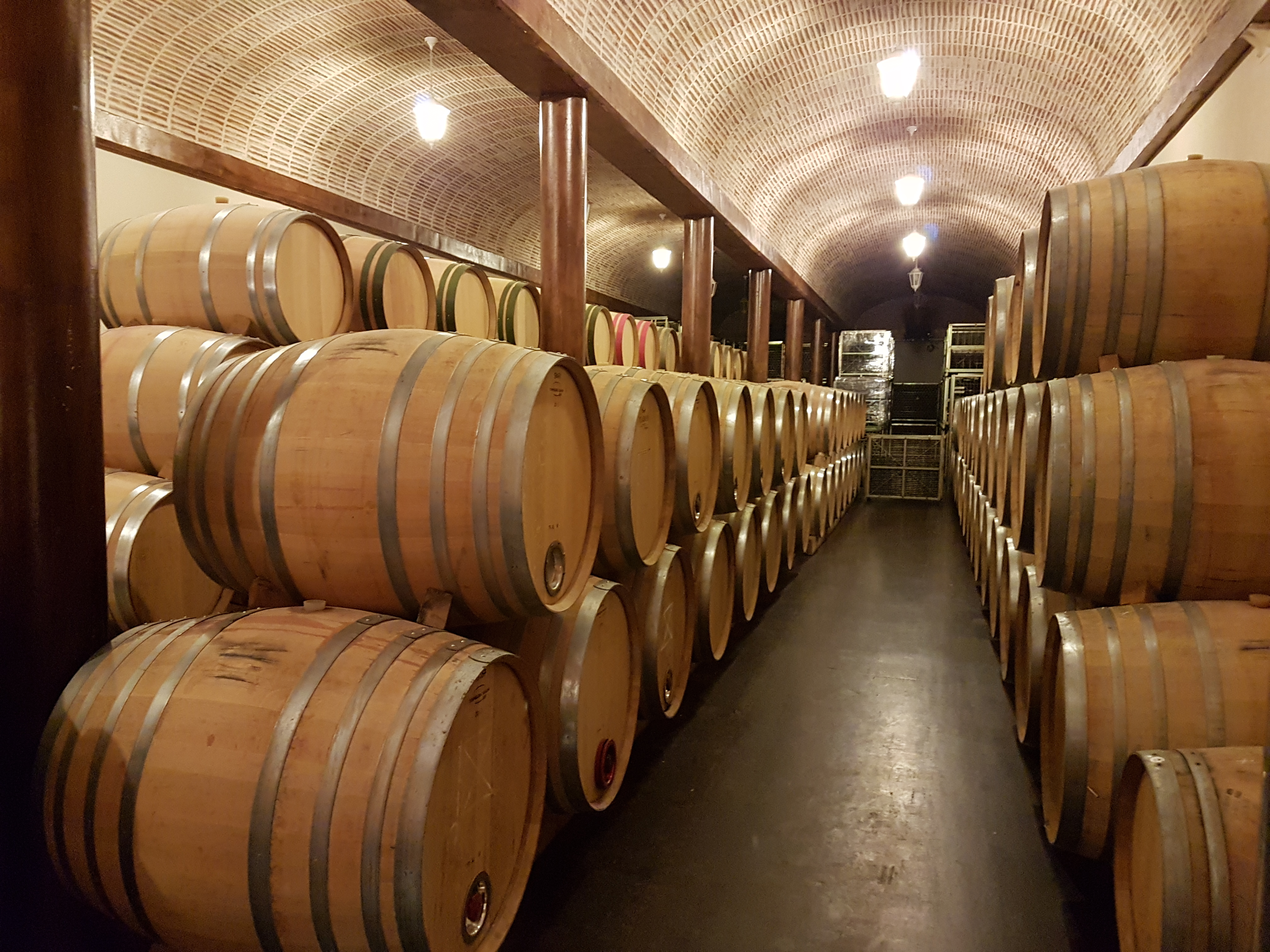
Barris de vinho na adega subterrânea da Casajús.